# Thalassozetes riparius
Thalassozetes riparius är en kvalsterart som beskrevs av Schuster 1963. Thalassozetes riparius ingår i släktet Thalassozetes och familjen Selenoribatidae. Inga underarter finns listade i Catalogue of Life.